# 沙利马尔花园
沙利马尔花园（烏爾都语：‎），是巴基斯坦城市拉合尔的一座莫卧儿花园建筑群，始建于1641年，次年完成。皇帝沙贾汗任命贵族卡里汗负责建造。“沙利马尔”名字的意义是未知的，俄罗斯学者安娜·苏沃洛娃在她的书《拉合尔：空间和地点的恋地情结》中断言，它肯定是一个阿拉伯语或波斯文名字，因为穆斯林国王的皇家花园的名称不会使用梵文或印度文名称。沙利马尔花园位于拉合尔东北5公里的干道旁。沙利马尔花园的灵感来自中亚、克什米尔、旁遮普、波斯和德里苏丹国。